# Ecnomina wamoom
Ecnomina wamoom is een schietmot uit de familie Ecnomidae. De soort komt voor in het Australaziatisch gebied.